# Klokočovská hornatina
Klokočovská hornatina je geomorfologický podcelek nacházející se v jižních partiích Moravskoslezských Beskyd, na hranicích se Slovenskem, v katastrálním území obce Bílá. Plochá hornatina se rozkládá na ploše o výměře 34 kilometrů čtverečních a střední výškou 707 metru. Střední sklon hornatiny má hodnotu 10°19'. V minulosti se toto území označovalo za součást okrsku Zadní hory v podcelku Lysohorská hornatina. 
Na severu ji Černá Ostravice odděluje od Lysohorské hornatiny, jižní a východní hranici tvoří státní stanice se Slovenskem (kde pokračuje pohoří Turzovská vrchovina) a na severozápadě ji Bílá Ostravice odděluje od Radhošťské hornatiny. Nejvyšší vrcholy se nacházejí většinou na státní hranici. Nejvyšším vrcholem je Beskyd (900 m n. m.), který leží přímo na statní hranici. Dalšími významnými vrcholy jsou Bobek (871 m n. m.) a Konečná (865 m n. m.).